# Oppidum de Moulay
L'oppidum de Moulay ou oppidum du Mesnil est un oppidum situé sur la commune de Moulay, département de la Mayenne, région Pays de la Loire. Des fouilles ont eu lieu sur le site entre 1972 et 1975, au moment du développement de la commune, en particulier la construction d'un lotissement. Un premier rempart a été dégagé à cette occasion, supposant une superficie de 12 hectares au site, ainsi qu'un certain nombre de vestiges désormais exposés au Musée archéologique départemental de Jublains. Le 26 mai 1986, l'enceinte a fait l'objet d'une inscription au titre des monuments historiques.
En 2004, une intervention dans le cadre de travaux de voirie de déviation de Moulay et Mayenne met en évidence un second rempart long de 1 200 mètres, l'espace enceint total étant de 135 hectares, plaçant le site sur la liste de 10 plus grands oppida de France et le plus vaste du Massif armoricain. Un espace de 11 ha est fouillé jusqu'au mois de juin 2011.

## Localisation du site

Les peuples gaulois du Nord-Ouest de la France actuelle

Le site de Moulay est favorable à une installation : la commune est un confluent entre la Mayenne et l'Aron dont les vallées sont marquées et le site dessine un trapèze. Le site semble contrôler un gué de la Mayenne.

## Premières fouilles

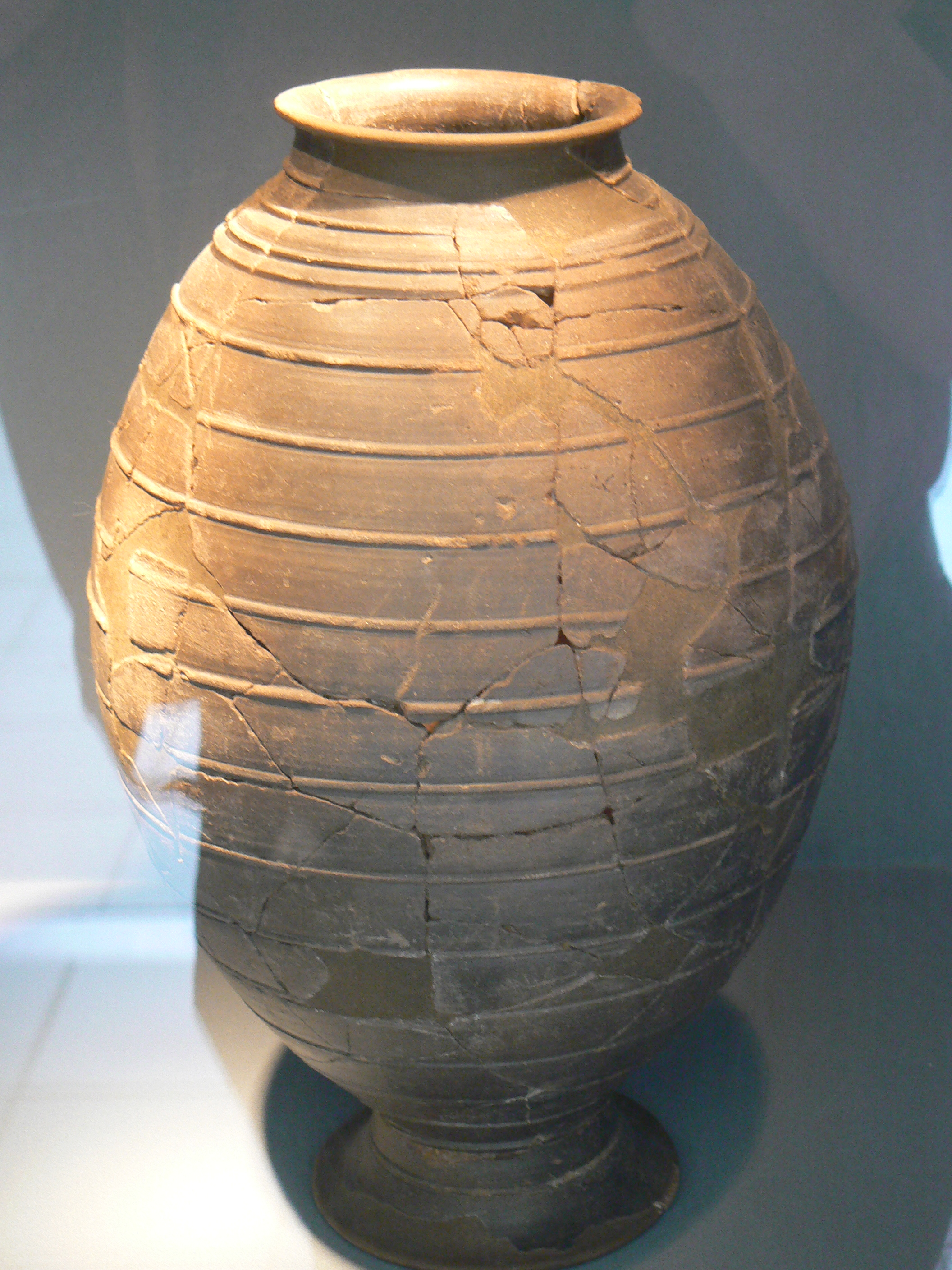
Céramique de la 2e moitié du à décor de cordons

Le lieu est qualifié depuis longtemps de « Camp de César », même si l'origine gauloise n'en est déterminée qu'avec les premières fouilles effectuées à l'occasion d'un lotissement entre 1972 et 1975 et qui mettent en évidence une enceinte de type Murus gallicus et une superficie de 12 ha. Cependant, cette surface limitée de l'espace reconnu alors comme gaulois empêche de considérer le site archéologique à sa juste importance.

### Le premier rempart
Le premier rempart, long de 380 m, avait initialement 6 m de haut et 20 m de largeur. Le rempart était précédé d'un fossé. Au nord, dominant le site, a été observée une poterne de pierre sèche dont le mur était large de 3 m.

### L'intérieur de la première enceinte
Les fouilles de l'intérieur de cette première enceinte ont livré peu d'éléments, outre des foyers et des éléments épars : parmi ceux-ci, il faut citer des éléments liés à l'artisanat du bronze, moules à bracelets et scories. En outre, a été découverte une belle céramique à décor de cordons d'un type connu en Armorique et dont l'argile provient de l'actuelle Lamballe. Hormis le mobilier, qui est daté de la fin de l'époque gauloise, des éléments de torchis ont été retrouvés
Près de 200 meules ont été découvertes à 800 m de la première enceinte, datables de La Tène finale.

## La découverte de la seconde enceinte
Un diagnostic préalable à la réalisation d'une déviation, effectué en 2004, aboutit à l'identification d'un second rempart à 1 000 m du premier, dit aussi rempart du Petit Mesnil, correspondant à un Murus gallicus, conservé sur 2,50 m de hauteur. La superficie de l'emprise de l'oppidum atteint de ce fait 135 ha et apparente le lieu à un « éperon barré à barrages multiples » selon E. Le Goff.

### Une fouille importante

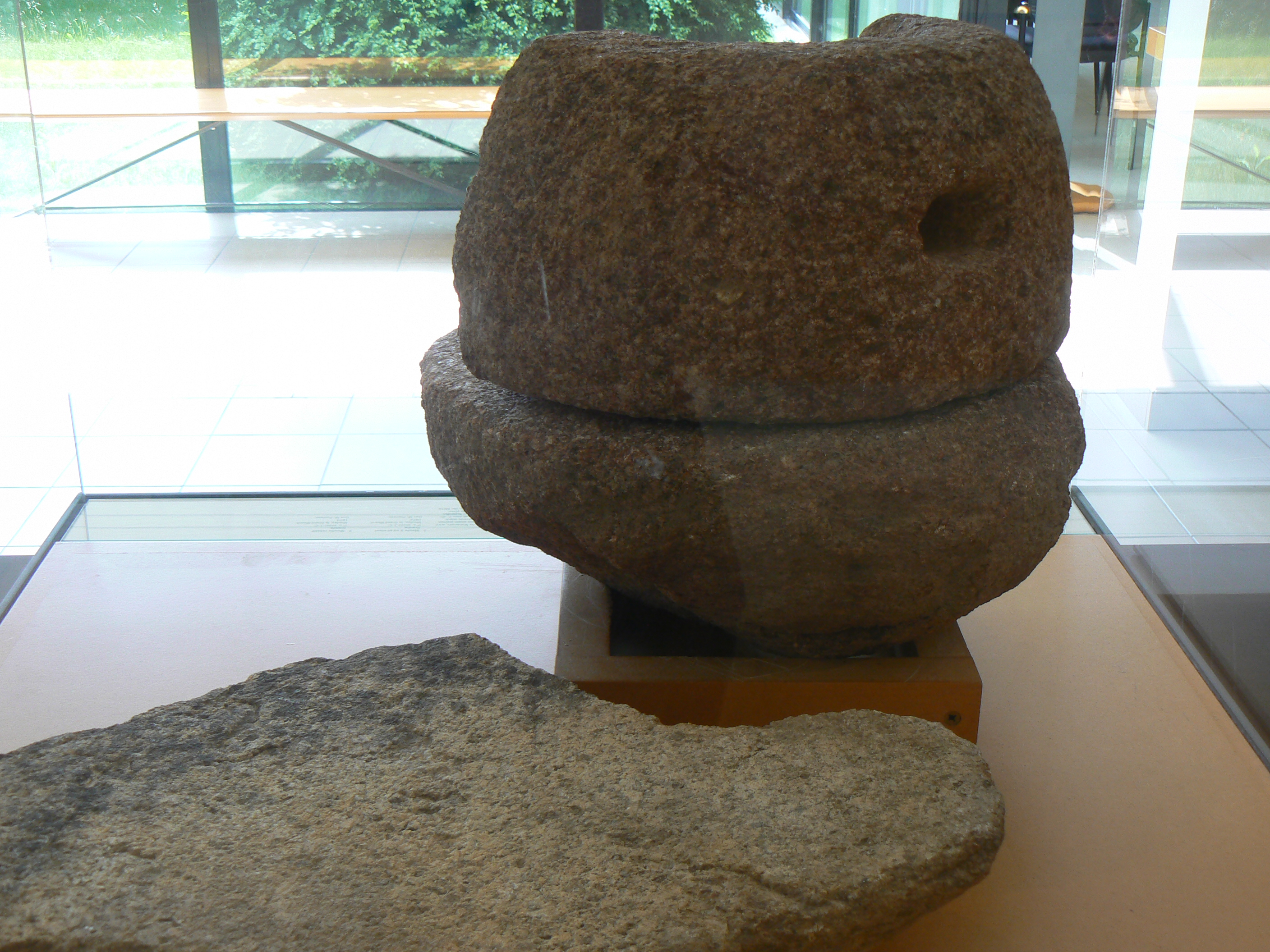
Meules découvertes à Moulay lors des fouilles des années 1970 menées par Jacques Naveau, Musée archéologique départemental de Jublains

Une fouille d'un tronçon de 1 400 m et d'une surface de 11 hectares est programmée à compter d'octobre 2009, pour une durée de 16 mois, le chantier archéologique prévu étant le plus vaste sur un édifice de ce type en Europe. Une telle superficie fouillée en si peu de temps est très exceptionnelle et unique, permettant d'aborder des problématiques comme les aménagements intérieurs et l'organisation interne du site. La thèse la plus répandue est qu'il existait des exploitations agricoles dans les enceintes, et que l'organisation urbaine, même organisée, n'en était pas au même niveau de développement que les cités du bassin méditerranéen.
Une équipe de 29 archéologues le prend en charge. Le chantier archéologique du site de l'oppidum devait être terminé à la mi-2011.
Les deux fermes fouillées à partir de mi-2011 l'ont été pour une durée de 8 mois.
La deuxième phase du chantier est prise pour partie en charge dans le cadre du plan de relance économique de la France de 2008-2009.

### Description et enjeux des fouilles
L'oppidum était sans doute la capitale des Aulerques Diablintes aux IIe et Ier siècles av. J.-C.. Outre l'enceinte de l'oppidum, deux fermes gauloises ont pu être identifiées, l'une à Moulay, la deuxième à Aron. Les premiers résultats des fouilles permettent d'envisager un espace densément occupé sur 80 ha au moins voire davantage mais sans avoir de preuve d'une telle occupation.
L'oppidum est organisé de façon orthogonale, en quartiers d'habitation et d'usages artisanaux voire religieux. Les enclos d'habitation comportent le plus souvent une maison et un grenier. Les enclos sont délimités par des fossés. Les quartiers sont spécialisés : les quartiers d'habitation sont organisés selon un type stéréotypé, et un quartier artisanal et commerçant occupe le centre de l'enceinte.
Des points d'eau et un réseau d'eau usée ont été mis en évidence. L'espace entre la 1re enceinte et la 2de daterait d'une extension de la ville au Ier siècle av. J.-C.. Aucune trace de destruction, de violence ou d'abandon soudain n'explique la désaffectation de ce site. Les fouilles permettent d'étudier les aménagements de la place-forte et son organisation interne. La ville était au centre d'un territoire vaste comme un département et entourée de centres secondaires comme Entrammes ou Jublains.

## Interprétation
La première enceinte, sa date et ses fonctions sont difficiles à appréhender, en particulier en liaison avec la seconde. Les publications futures permettront sans doute de répondre aux questionnements actuels.
Le site est abandonné à l'époque romaine au profit de Jublains et ce sans trace de violence ou d'incendie. Le site a été organisé de manière planifiée et cela nécessite une élite locale importante. Moulay constitue « la plus vaste agglomération fortifiée du secteur » selon E. Le Goff. Entouré de centres secondaires, parmi lesquels peut-être Jublains, Moulay semble ainsi avoir été selon le même auteur « le cœur névralgique d'un puissant système politique ».

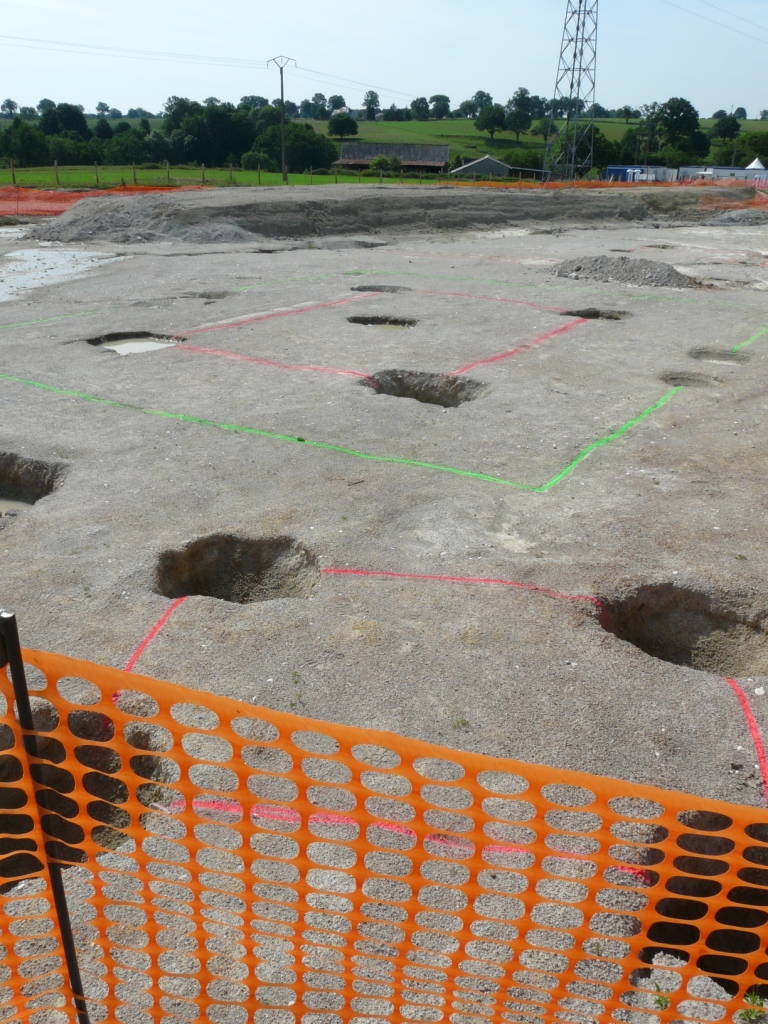
Trous de poteaux.
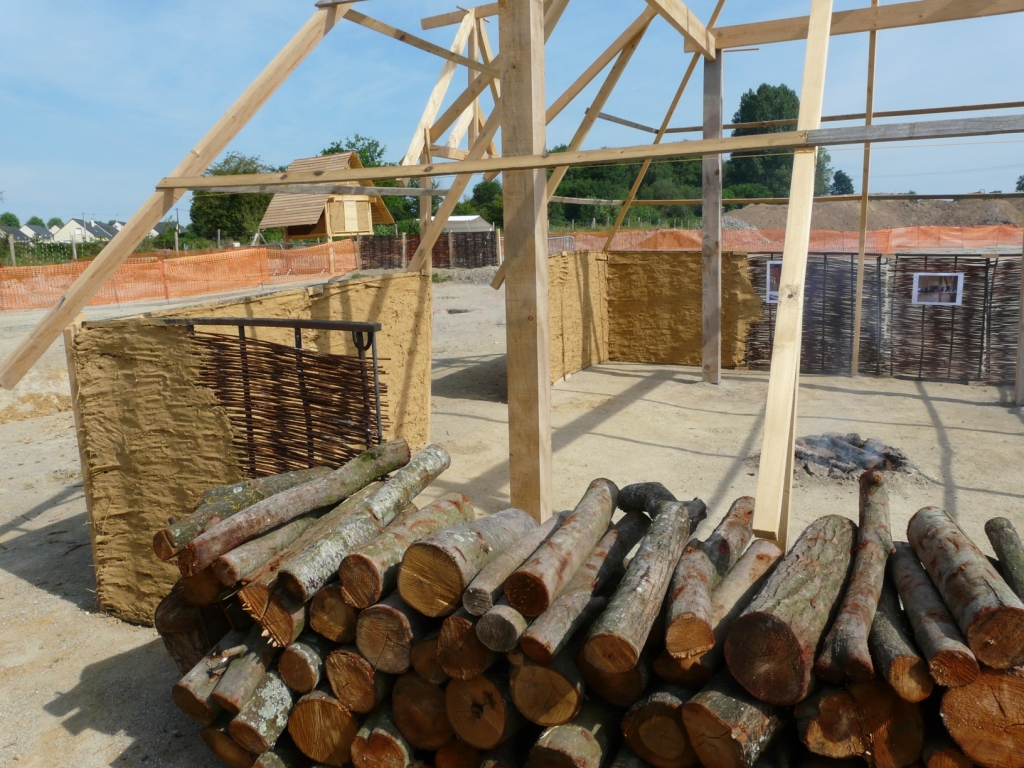
Reconstitution d'une habitation gauloise.
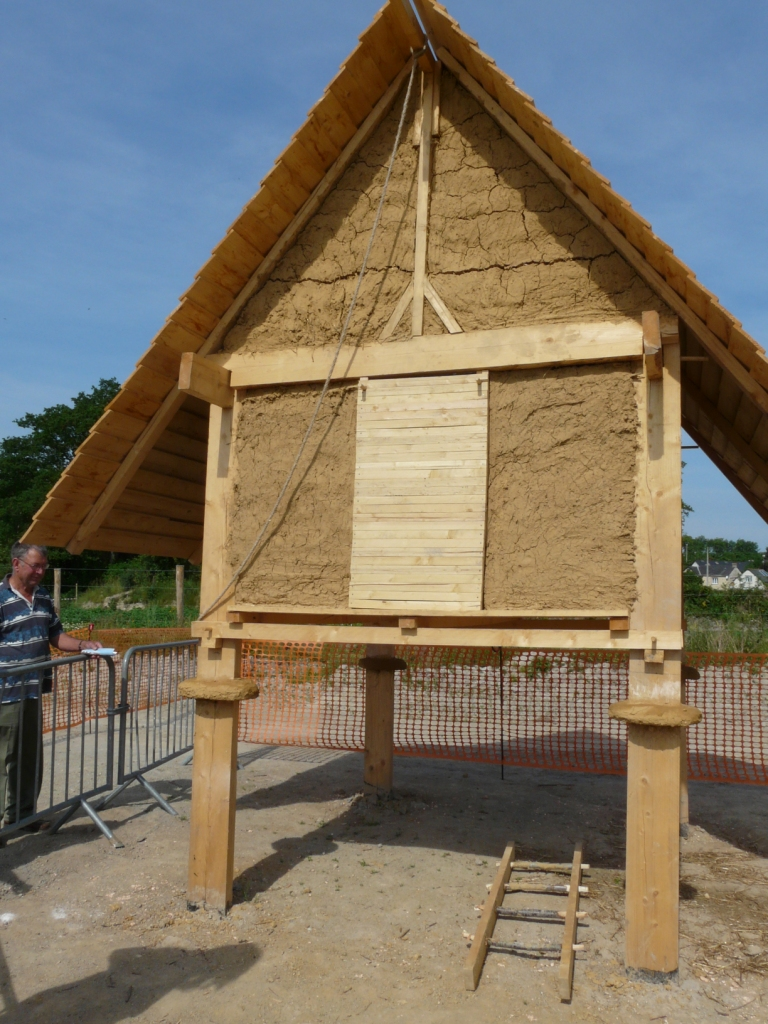
Reconstitution d'un grenier gaulois.